# 上下游新聞市集
上下游News&Market，又稱上下游新聞市集，是一個臺灣的獨立媒體、農產品銷售平台及社会企业，其主要關注議題為農業及友善土地，成立於2011年。

## 組織概略
- 新聞部：經營「上下游News&Market新聞市集」網站，以農業、食物與環境議題為主要關注對象，並聘請專職記者進行專題報導，同時也邀請各界作者於該網站發表包含食物、耕作、農地保存、食育教育、綠能生活等主題文章，以交換分享多元訊息。[5][6][7]
- 市集部：以在地農糧原料開發農產品，藉之促進農村經濟；提供獨立農戶販售農產品，並將所得投入新聞部門支持其運作[8][9]；提供地方媒體、農民團體、社運團體刊物上架，促進地方聲音交流。
  - 實體門市：於臺中市五權西二街100號開設「上下游基地」，作為展售產品店鋪，並兼作大眾參與議題討論之場所。[3]
- 副刊部：設有生活文學副刊，以飲食/生態/農林漁牧的文學/藝術版面為主題。

## 開發產品
「回家李」系列、臺灣雜糧系列等。

## 榮譽

### 新聞部門獎項
- 2022年第二十一屆卓越新聞獎，Podcast新聞節目獎：「食農搜查線」、調查報導獎：「【雞糞大調查】百萬噸生雞糞入農田，黃金為何變炸彈？」[12]

- 2014年卓越新聞獎第一屆特殊貢獻獎
- 2014年消費者權益報導獎佳作：「洗衣精濫用殺蟲劑」系列調查報導[13]
- 第12屆卓越新聞獎平面類調查報導獎：「揭開假米粉真相」系列調查報導[14]
- 102年度消費者權益報導獎評審團特別獎：「揭開假米粉真相」系列調查報導[15]
- 2013台達能源氣候與氣候特別獎：「埔里小農與瓶裝水工廠的戰爭」[16]
- 2012年消費者權益報導獎優勝：「孩子的未來、碗中的現在─校園午餐調查報導」[13][17][3]

### 市集部門獎項
- La Vie 2015十大年度文創行銷平台
- 2014年台灣最受肯定的文創商品100選：「回家李」果乾
- 2014年shopping design採買誌best100
- 2012年學學獎綠色設計產業組影響力獎
- 2012年shopping design採買誌best100[3]

## 外部連結
- 官方网站